# ローラ・ワンデル
ローラ・ワンデル（Laura Wandel, 1984年 - ）は、ベルギーの映画監督、脚本家である。

## 来歴
2021年にドラマ『Un monde』で長編映画監督デビューした。『Un monde』は第74回カンヌ国際映画祭でプレミア上映され、長編第1作としてカメラ・ドールを争った末にFIPRESCI賞を獲得した。『Un monde』はベルギー映画批評家協会よりアンドレ・カヴェンズ賞（最優秀賞作品賞）が贈られ、さらに第94回アカデミー賞国際長編映画賞にベルギー代表作として出品された。

## フィルモグラフィ

### 長年映画
| 年   | 題名                     | 役割       |
| ---- | ------------------------ | ---------- |
| 2025 | Playground/校庭 Un monde | 監督・脚本 |

### 短編映画
| 年   | 題名                         | 役割       |
| ---- | ---------------------------- | ---------- |
| 2007 | Murs                         | 監督       |
| 2010 | O Négatif                    | 監督・脚本 |
| 2014 | リハビリ Les corps étrangers | 監督・脚本 |